# کارل هیپفینگر
کارل هیپفینگر (آلمانی: Karl Hipfinger; ۲۸ اکتبر ۱۹۰۵ – ۲۰ آوریل ۱۹۸۴) وزنه‌بردار اهل اتریش بود.